# Arnedo
Arnedo tỉnh và cộng đồng tự trị La Rioja, phía bắc Tây Ban Nha. Đô thị này có diện tích là 85,40 ki-lô-mét vuông, dân số năm 2009 là 14425 người với mật độ 168,91 người/km². Đô thị này có cự ly 48 km so với Logroño.